# Liste der Bodendenkmäler in Steinheim (Westfalen)
Die Liste der Bodendenkmäler in Steinheim (Westfalen) enthält die denkmalgeschützten unterirdischen baulichen Anlagen, Reste oberirdischer baulicher Anlagen, Zeugnisse tierischen und pflanzlichen Lebens und paläontologischen Reste auf dem Gebiet der Stadt Steinheim im Kreis Höxter in Nordrhein-Westfalen (Stand: Juni 2021). Diese Bodendenkmäler sind in Teil B der Denkmalliste der Stadt Steinheim eingetragen; Grundlage für die Aufnahme ist das Denkmalschutzgesetz Nordrhein-Westfalen (DSchG NRW).
| Bild | Bezeichnung               | Lage          | Beschreibung | Bauzeit | Eingetragen seit | Denkmal- nummer |
| ---- | ------------------------- | ------------- | ------------ | ------- | ---------------- | --------------- |
|      | Grabhügel                 | Sandebeck     |              |         | 14.05.1987       | 1               |
|      | Grabhügel                 | Sandebeck     |              |         | 09.03.1990       | 2               |
|      | Gräfte                    | Sandebeck     |              |         | 09.03.1990       | 3               |
|      | Bergbauspuren             | Vinsebeck     |              |         | 09.03.1990       | 4               |
|      | Bergbauspuren             | Sandebeck     |              |         | 09.03.1990       | 5               |
|      | Grabhügel                 | Vinsebeck     |              |         | 09.03.1990       | 6               |
|      | 2 Grabhügel               | Vinsebeck     |              |         | 09.03.1990       | 7               |
|      | Grabhügel                 | Vinsebeck     |              |         | 09.03.1990       | 8               |
|      | 2 Grabhügel               | Vinsebeck     |              |         | 09.03.1990       | 9               |
|      | Flurrelikte               | Vinsebeck     |              |         | 09.03.2021       | 10              |
| BW   | Stadtwüstung Stoppelberg  | Rolfzen Karte |              |         | 09.03.1990       | 11              |
|      | Umgebung der Stadtwüstung | Rolfzen       |              |         | 09.03.2021       | 12              |
|      | Siedlungsplatz            | Rolfzen       |              |         | 09.03.1990       | 13              |
|      | Bergbauspuren             | Grevenhagen   |              |         | 09.03.1990       | 14              |
|      | Grabhügel                 | Bergheim      |              |         | 09.03.1990       | 15              |
|      | Siedlung Tydenhusen       | Rolfzen       |              |         | 02.02.1994       | 16              |